# Мюнценберг, Райнхольд
Райнхольд Мюнценберг (нем. Reinhold Münzenberg; 25 января 1909, Уолхейм — 25 июня 1986, Ахен) — немецкий футболист, защитник.

## Биография
C 1926 по 1949 год играл за Гамбургский спортивный клуб.
С 1930 по 1939 год его сборная благодаря ему выиграла 41 раз в Германии, один раз во Франции (в 1934 году) и в Италии (в 1938-м) (в том же 1934-м в той же Италии Мюнценберг занял третье место в World Football Cup). Во время восьми из этих игр он был капитаном DFB.
В 1937 году принёс немецкой сборной победу над датчанами в Бреслау, после чего получил прозвище Бреслауский эльф.
С 1963 по 1974 год был президентом «Алеманнии», его преемником стал племянник Эгон Мюнценберг.
Скончался в Ахене.